# لانگفورد (داکوتای جنوبی)
لانگفورد(به انگلیسی: Langford) شهری در ایالت داکوتای جنوبی کشور ایالات متحده آمریکا است که جمعیت آن در سرشماری سال ۲۰۱۰ میلادی، ۳۱۳ نفر بوده‌است.